# Myzomela nigrita
Myzomela nigrita là một loài chim trong họ Meliphagidae.